# كورنيليوس برنهارد هانسن
كورنيليوس برنهارد هانسن (بالنرويجية البوكمول: Cornelius Bernhard Hanssen)‏ هو محرر وناشط سلام وسياسي نرويجي، ولد في 25 فبراير 1864، وتوفي في 16 أبريل 1939. حزبياً، نشط في الحزب الليبرالي وFree-minded Liberal Party ‏. وقد انتخب عضو برلمان النرويج ‏.